# Grațiela-Leocadia Gavrilescu
Grațiela-Leocadia Gavrilescu (ur. 24 czerwca 1966 w Bukareszcie) – rumuńska polityk, inżynier i samorządowiec, parlamentarzystka, w latach 2014–2015 minister środowiska, w 2017 minister ds. kontaktów z parlamentem, od 2017 do 2019 wicepremier i minister środowiska.

## Życiorys
Absolwentka technologii petrochemicznej na Universitatea Petrol-Gaze w Ploeszti. Kształciła się następnie na studiach podyplomowych m.in. z marketingu i zarządzania. W 1990 zatrudniona jako inżynier w przedsiębiorstwie chemicznym w okręgu Prahova, zarządzała nim jako dyrektor generalny w latach 1996–2004.
Była działaczką Rumuńskiej Partii Humanistycznej, kierowała jej strukturami w Ploeszti. W 2004 przeszła do Partii Narodowo-Liberalnej. Pełniła funkcję przewodniczącej organizacji kobiecej PNL. W 2014 dołączyła do Călina Popescu-Tăriceanu, odchodząc do Partii Liberalno-Reformatorskiej, wraz z którą w 2015 współtworzyła Sojusz Liberałów i Demokratów. Objęła funkcję wiceprzewodniczącej nowego ugrupowania.
W latach 2004–2007 była zastępczynią burmistrza miasta Ploeszti. W 2007 objęła wakujący mandat posłanki do Izby Deputowanych. Wybierana następnie do niższej izby rumuńskiego parlamentu w 2008, 2012 i 2016.
Od grudnia 2014 do listopada 2015 sprawowała urząd ministra środowiska, gospodarki wodnej i leśnictwa w gabinecie Victora Ponty. W styczniu 2017 powróciła w skład rządu, premier Sorin Grindeanu powierzył jej funkcję ministra ds. kontaktów z parlamentem. W kwietniu 2017 zastąpiła Daniela Constantina na stanowiskach wicepremiera oraz ministra środowiska. Pozostała na tych stanowiskach również w utworzonym w czerwcu tegoż roku gabinecie Mihaia Tudosego oraz w powołanym w styczniu 2018 rządzie Vioriki Dăncili. Zakończyła urzędowanie w sierpniu 2019, gdy partia ALDE opuściła koalicję rządową. We wrześniu została wykluczona ze swojego ugrupowania.
W 2020 dołączyła do Partidul Puterii Umaniste. W tym samym roku z listy Partii Socjaldemokratycznej z powodzeniem ubiegała się o poselską reelekcję. Mandat poselski utrzymała także w 2024.